# Kierlingbach
Der Kierlingbach ist ein Fluss in Österreich. Er entspringt in der Gemeinde St. Andrä-Wördern im Bezirk Tulln und mündet bei Klosterneuburg in den Klosterneuburger Durchstich der Donau. Er fließt durch die Orte Maria Gugging, Kierling und Klosterneuburg. In dem Bach leben Bachforellen und Weißfische.
Der Kierlingbach wurde vor Jahrhunderten Hagenbach genannt; so wird der Ort Kierling im 15. Jahrhundert als Kirchling im Hagental urkundlich bezeichnet. Erst später ging jener Name auf den, damals noch Kirchbach genannten, heutigen Hagenbach über.
Eine andere Bezeichnung war Lederpach. Diese Bezeichnung soll auf die damals dort hausenden Lederer zurückgehen, wurde aber auch schon aus dem Keltischen (Bedeutung: kleines Gewässer) abgeleitet.
Im 19. Jahrhundert trieb der Kierlingbach in Kierling zwei Getreidemühlen und in Klosterneuburg drei Getreidemühlen sowie die Maschinendrahtstiftfabrik des Josef Reichsritter von Simitsch-Hohenblum an.
Gelegentlich richteten Hochwasser schwere Schäden an. So wurden 1851 durch den Kierlingbach sämtliche Brücken in Kierling und Klosterneuburg zerstört; auch 1907 kam es zu schweren Schäden. 2013 schätzte man, dass ein 100-jährliches Hochwasser 380 Objekte gefährden würde, darunter auch das Landeskrankenhaus Klosterneuburg sowie eine Volksschule, woraufhin mit dem Bau von Rückhaltebecken begonnen wurde.